# سلوى الحوت
سلوى الحوت (10 فبراير 1939 – 10 أبريل 2025) هي مناضلة فلسطينية،  شغلت منصب مدير عام الصندوق القومي الفلسطيني حتى وفاتها. تعد إحدى الشخصيات النسوية القيادية في منظمة التحرير الفلسطينية، ورمزاً وطنياً نضالياً ساهمت لعقود في خدمة القضية الفلسطينية والدفاع عن حقوق شعبها، وكانت مثالًا للمرأة المناضلة في مختلف المحطات التاريخية، فقد شاركت في تأسيس حركة فتح، كما شاركت في تأسيس الاتحاد العام للمرأة الفلسطينية.

## النشأة والتعليم
وُلدت سلوى إبراهيم سليم الحوت في مدينة يافا الفلسطينية بتاريخ 10 فبراير 1939، لأسرة وطنية مناضلة. غادرت المدينة مع عائلتها وشقيقها شفيق الحوت إثر نكبة عام 1948، التي أجبرت مئات آلاف الفلسطينيين على النزوح، تاركين خلفهم شقيقها جمال، الذي استُشهد في معركة الدفاع عن يافا في 2 أبريل 1948.
تلقت تعليمها الثانوي في لبنان، ثم التحقت بالجامعة الأمريكية في بيروت حيث حصلت على الشهادة الجامعية، مما شكّل الأساس لانطلاق مسيرتها النضالية والمهنية.

## نضالها ومسيرتها المهنية
بدأت سلوى الحوت نشاطها النضالي مبكرًا، حيث التحقت متطوعة بمكتب منظمة التحرير الفلسطينية في بيروت عام 1964، وتفرغت للعمل فيه عام 1968. شاركت عام 1965 في المؤتمر العام لاتحاد المرأة الفلسطينية في القدس، وأصبحت لاحقًا عضوًا إداريًا في فرع الاتحاد في بيروت.
عُينت مسؤولة للصندوق القومي الفلسطيني في لبنان عام 1969، واستمرت في هذا المنصب حتى الاجتياح الإسرائيلي للبنان عام 1982. كما انتُخبت عضواً في المجلس الوطني الفلسطيني عام 1983، وشاركت في عدد من دوراته، بما فيها الدورة التاسعة عشرة في الجزائر عام 1989.
انتقلت إلى الأردن عام 1990 لتستأنف عملها في الصندوق القومي الفلسطيني، حيث شغلت منصب نائب المدير العام، ثم مديرًا عامًا للصندوق منذ عام 2022.

## أوسمة
في 28 مايو 2022، منحها الرئيس الفلسطيني محمود عباس "ميدالية الإنجاز" من وسام الرئيس، تقديراً لمسيرتها الوطنية المشرفة وتفانيها في خدمة الصندوق القومي الفلسطيني وقضية شعبها.

## وفاتها
توفيت سلوى الحوت في العاصمة الأردنية عمّان بتاريخ 10 أبريل 2025، بعد حياة حافلة بالعطاء والنضال. شُيّع جثمانها يوم الجمعة 11 أبريل 2025 من مسجد "أم يحيى الزبن" في منطقة أم أذنية إلى مثواها الأخير في "مقبرة الشهداء – أم الحيران".
نعى الرئيس محمود عباس الفقيدة وعبّر عن تقديره الكبير لنضالها الطويل، كما صدرت بيانات نعي رسمية من قيادات منظمة التحرير الفلسطينية، والبعثات الدبلوماسية الفلسطينية، ومختلف القوى الوطنية، التي أثنت على مناقبها ودورها الريادي في الحركة الوطنية الفلسطينية.